# Малхут
Малхут, или Малкут (др.-евр. מלכות‬; «Царство»), — в учении каббалы о происхождении миров последняя из 10 объективных эманаций (прямые лучи божественного света) мироздания — так называемых «сфирот» или «сефирот» (мн. ч. от «сефира»), также «цифр» или «сфер», — первых излучений Божественной Сущности, которые в своей совокупности образуют космос.
В самой Малхут воля, план и действенные силы фактически проявляются и образуют сумму постоянной и имманентной активности всех «сефирот», вместе взятых.
Мыслимые как члены одного целого, сефироты образуют форму совершенного существа — первоначального человека (Адам-Кадмон). Для большей наглядности каббалисты указывают соответствие отдельных сефирот с наружными частями человеческого тела: Йесод и Малхут — это две ноги Адам-Кадмона.

## Женское начало
В области божественных эманаций каббалисты различали:
- само Божество, как проявляющееся,
- его проявления или «обитания» в другом, которое она называли Шхина (скиния) и представляли как женскую сторону Божества.

Шекина иногда отождествляется с сефирой Малхут, которой, как женскому началу, противопоставляются все прочие, как мужское начало; при этом уже теряется аналогия с человеческим телом.